# Ataxia rufitarsis
Ataxia rufitarsis är en skalbaggsart som först beskrevs av Bates 1880.  Ataxia rufitarsis ingår i släktet Ataxia och familjen långhorningar.
Artens utbredningsområde är Nicaragua. Inga underarter finns listade.